# Campeonato Europeo de Taekwondo de 1976
El I Campeonato Europeo de Taekwondo se realizó en Barcelona (España) entre el 22 y el 23 de mayo de 1976 bajo la organización de la Unión Europea de Taekwondo (ETU) y la Federación Española de Taekwondo. La competición se disputó en el Palau Blaugrana.

## Medallistas

### Masculino
| Evento | Oro                              | Plata                        | Bronce                                                      |
| ------ | -------------------------------- | ---------------------------- | ----------------------------------------------------------- |
| –48 kg | Eddi Klimt RFA                   | Osman Kara Turquía           | Domingo Martínez España Jesús Martín España                 |
| –53 kg | Murat Gollo Turquía              | Fernando Vadillo España      | Eduardo Merchán España Gisbert Osterwald RFA                |
| –58 kg | Josef Ascanio · Italia           | Kaya Kıraç Turquía           | Eugenio Castro España Helmut Schneider RFA                  |
| –63 kg | Christian Strysch RFA            | Peter Hauswald · Bélgica     | Wolfgang Dahmen RFA Hugo Villamide España                   |
| –68 kg | Lindsay Lawrence Reino Unido     | Jan Wanrooy · Países Bajos   | Eric Gancylus Francia Hubert Leuchter RFA                   |
| –74 kg | Walter van Emerik · Países Bajos | Antonio Vicent España        | Francesco Sanila · Italia · Josef Steinberger · RFA         |
| –80 kg | Tini Dona · Países Bajos         | Wolfgang Schindl · Austria   | Pedro Secorum · España · Ben van der Wal · Países Bajos     |
| +80 kg | José Izquierdo España            | Ad van Emerik · Países Bajos | Francisco Vallecillo · España · Reza Zademohammad · Austria |

## Medallero
| Núm. | País         | Oro | Plata | Bronce | Total |
| ---- | ------------ | --- | ----- | ------ | ----- |
| 1    | Países Bajos | 2   | 2     | 1      | 5     |
| 2    | RFA          | 2   | 0     | 5      | 7     |
| 3    | España       | 1   | 2     | 7      | 10    |
| 4    | Turquía      | 1   | 2     | 0      | 3     |
| 5    | Italia       | 1   | 0     | 1      | 2     |
| 6    | Reino Unido  | 1   | 0     | 0      | 1     |
| 7    | Austria      | 0   | 1     | 1      | 2     |
| 8    | Bélgica      | 0   | 1     | 0      | 1     |
| 9    | Francia      | 0   | 0     | 1      | 1     |
|      | TOTAL        | 8   | 8     | 16     | 32    |